# Neosilurus argenteus
Neosilurus argenteus és una espècie de peix de la família dels plotòsids i de l'ordre dels siluriformes.

## Morfologia
Els mascles poden assolir els 35 cm de llargària total.

## Distribució geogràfica
És un endemisme d'Austràlia.